# Oppia (cràter)
Oppia és un cràter amb coordenades planetocèntriques de -3.79 ° de latitud nord i 102.69 ° de longitud est, sobre la superfície de l'asteroide del cinturó principal (4) Vesta. Fa 36.67 km de diàmetre. El nom adoptat com a oficial per la UAI el 30 de setembre de 2011. fa referència a Oppia, una verge vestal romana.